# Francesc de la Via
Francesc de la Via (Principat de Catalunya, 1380 - 1443) fou un prohom gironí la figura del qual ha transcendit pel seu vessant com a escriptor amb obres literàries com el Llibre de fra Bernat, A Bella Venus i Lo procés de la senyora de Valor contra Bertran Tudela.

## Vida
Nasqué en el si d'una família culta i rica del patriciat urbà de Girona i ell exercirà diversos càrrecs del govern local d'aquesta ciutat durant el segle xiv i el segle xv. Fou sotsveguer de Girona (1406), jurat de la ciutat (1416) i sobreposat d’obres (1431). També és documentada la seva presència entre els prohoms de la mà major entre el 1412 i el 1433.

## Obra
De Francesc de la Via, se'n conserven dues cançons, una cobla i tres poemes llargs: A Bella Venus, Llibre de fra Bernat i Lo procés de la senyora de Valor contra Bertran Tudela.

### A Bella Venus
A Bella Venus es tracta d'una obra breu en prosa i vers, composta per 336 versos en noves rimades de vuit i de sis síl·labes en la qual es combinen cobles líriques i una tençó en decasíl·labs. Fa servir una prosa artificiosament culta i llatinitzada, i plena de reminiscències clàssiques, especialment de les Heroides d’Ovidi. El text es presenta com una carta de resposta a una dama a qui el narrador confessa el seu amor.

### Llibre de fra Bernat
De la seva obra en destaca el Llibre de fra Bernat, un fabliau de més de dos mil versos de codolada (octosíl·labs i tetrasíl·labs) de to i llenguatge obscè. Es tracta d'un poema narrat pel mateix autor Francesc de la Via, que relata les aventures de fra Bernat (un framenor llibertí), un cavaller i un canonge, tots tres pretendents dels favors sexuals d'una monja. Destaca pel desordre narratiu, l'acritud, el desvergonyiment moral, les metàfores sexuals, la misogínia i l'anticlericalisme.

### Lo procés de la senyora de Valor contra Bertran Tudela
La seva obra més ambiciosa és Lo procés de la senyora de Valor contra Bertran Tudela (1406), un poema de gairebé tres mil versos hexasíl·labs aparellats. La narració incorpora noms de personatges reals, un fet que dota l'obra d'una dimensió de crònica social. És un conflicte cortesà i artificiós amb forma de procés jurídic en què intervé el mateix Francesc de la Via com en les seves altres obres. En el procés jurídic es feia referència a poesies dels trobadors. A través d'aquesta metàfora jurídica es recupera el problema de l'amor secret present en la lírica trobadoresca.